# ديمتريوس بيتروكوكينوس
ديمتريوس بيتروكوكينوس (باليونانية: Δημήτριος Πετροκόκκινος)‏ كان لاعب كرة مضرب يوناني. سبق أن شارك في دورة الألعاب الأولمبية الصيفية التي أقيمت في أثينا سنة 1896 وحقق الميدالية الفضية.

## الميداليات
| الميدالية | المسابقة                       |
| --------- | ------------------------------ |
| فضية      | الألعاب الأولمبية الصيفية 1896 |

## روابط خارجية
- ديمتريوس بيتروكوكينوس على موقع الاتحاد الدولي لكرة المضرب (الإنجليزية)
- ديمتريوس بيتروكوكينوس على موقع أوليمبيديا (الإنجليزية)